# La forja de un rebelde (serie de televisión)
La forja de un rebelde fue una serie de televisión, estrenada por Televisión española en 1990, con dirección de Mario Camus y basada en la novela homónima de Arturo Barea.

## Argumento
De carácter autobiográfico la serie narra a través de la vida de Arturo Barea los avatares de la historia de España durante la primera mitad del siglo XX: la infancia en Madrid, su juventud en Marruecos luchando en la guerra del Rif, su estancia en Ceuta, su regreso a la Península y su experiencia durante la Guerra Civil en el bando de la República como censor.

## Reparto
- Jorge Juan García Contreras ... Arturo Barea (niño).
- José Antonio Morales ... Arturo Barea (adolescente).
- Antonio Valero ... Arturo Barea (adulto).
- Alicia Agut
- Nouredinne El Azzouzi Il Idrissis (figurante)
- Iñaki Aierra
- Manuel Alexandre
- Rafael Alonso
- Ángel de Andrés López
- Simón Andreu
- Ofelia Angélica
- Pilar Bardem
- María Barranco
- Jorge Bosch
- Lydia Bosch
- Roberto Cairo
- Margarita Calahorra
- Juan Calot
- Eduardo Calvo
- José Pedro Carrión
- Fernando Chinarro
- Ángel de Andrés
- José Ángel Egido
- Cesáreo Estébanez
- Lola Forner
- Gabriel Garbisu
- Jorge Juan García Contreras
- Manoli García Pascual
- Alejandra Grepi
- Irene Guerrero de Luna
- José María Guía
- Emilio Gutiérrez Caba
- Alicia Hermida
- Paco Hernández
- Carlos Hipólito
- Luis Hostalot
- Carlos Iglesias
- Chete Lera
- José Luis López Vázquez
- Cándida Losada
- Manuel Millán
- Carlos Montalvo
- Sara Mora
- Josu Ormaetxe
- Juan Pons (Titta Ruffo)
- Magdalena Ritter
- Carmen Rossi
- Jesús Ruyman
- Francisco Sanz
- Jorge Sanz
- Paula Soldevila
- Alfonso Vallejo
- Luis Prendes
- Fernando Valverde

## Ficha técnica
- Dirección: Mario Camus
- Producción: José Luis Olaizola, Félix Tusell
- Música Original: Lluís Llach
- Fotografía: Javier Aguirresarobe, Fernando Arribas
- Montaje: José María Biurrún, Lourdes Olaizola
- Dirección Artística: Rafael Palmero
- Decorados: Carlos Dorremochea
- Diseño de vestuario: Pepe Rubio
- Maquillaje: Gregorio Mendiri, Carlos Paradela
- Ayudante de dirección: Luis María Delgado, Arantxa Aguirre
- Efectos Especiales: Reyes Abades

## Presupuesto
Con un presupuesto de 2300 millones de pesetas fue la producción más costosa hasta el momento en la historia de la televisión en España.

## Recepción
Fue valorado como uno de los cien mejores programas de televisión españoles.
El último capítulo de la serie consiguió una mención especial en el Prix Italia.